# Casa de Campo
Casa de Campo è il più grande parco pubblico di Madrid in Spagna. 
Si trova ad ovest della città nel quartiere di Casa de Campo del distretto di Moncloa-Aravaca ed è delimitato a sud dal distretto di Latina e ad ovest dal municipio di Pozuelo de Alarcón. Il parco è collegato al monte de El Pardo ed ha una superficie di 1.722,6 ettari, praticamente il doppio di quella del Bois de Boulogne di Parigi e cinque volte quella del Central Park di New York e 6,5 volte rispetto a Hyde Park di Londra.
La Casa de Campo fu una proprietà storica della Corona spagnola ed una riserva di caccia della famiglia reale. Dopo la proclamazione della Seconda Repubblica, è stata ceduta dallo Stato al popolo di Madrid ed è aperta al pubblico dal 1º maggio 1931.
All'interno del parco si trovano varie installazioni: il Parque de Atracciones, il parco zoologico, il Teleférico che collega la Casa de Campo al Parco del Oeste, una parte del centro fieristico IFEMA, la Madrid Arena, la Venta del Batan (un recinto che ospita i tori nei giorni precedenti le corride che si tengono nella plaza de toros de Las Ventas) e differenti installazioni sportive.
La Casa de Campo è usata da molti residenti della città, specialmente nei fine settimana e nelle feste, e molti sportivi usano il parco per la corsa, il ciclismo, il tennis, il calcio, il trekking e il nuoto. Ci sono anche eventi di atletica e, sul lago, eventi di canoa e triathlon.
Si può raggiungere in autobus, metropolitana, veicolo privato o funivia.